# Ranibennur
Ranibennur là một thị xã và là nơi đặt hội đồng thành phố của quận Haveri thuộc bang Karnataka, Ấn Độ.

## Địa lý
Ranibennur có vị trí 14°37′B 75°37′Đ / 14,62°B 75,62°Đ Nó có độ cao trung bình là 605 mét (1984 feet).

## Nhân khẩu
Theo điều tra dân số năm 2001 của Ấn Độ, Ranibennur có dân số 89.594 người. Phái nam chiếm 51% tổng số dân và phái nữ chiếm 49%. Ranibennur có tỷ lệ 70% biết đọc biết viết, cao hơn tỷ lệ trung bình toàn quốc là 59,5%: tỷ lệ cho phái nam là 75%, và tỷ lệ cho phái nữ là 64%. Tại Ranibennur, 13% dân số nhỏ hơn 6 tuổi.